# Saugerties (village, New York)
Ne doit pas être confondu avec Saugerties.
Saugerties est un village du comté d'Ulster, dans l'État de New York, aux États-Unis,. En 2010, il compte une population de 3 971 habitants.

## Démographie
Lors du recensement de 2010, le village comptait une population de 3 971 habitants, tandis qu'en 2019, elle est estimée à 3 808 habitants.